# Уравнение Эйлера — Лагранжа
Уравне́ния Э́йлера — Лагра́нжа (в физике также уравнения Лагранжа — Эйлера, или уравнения Лагранжа) являются основными формулами вариационного исчисления, c помощью которых ищутся стационарные точки и экстремумы функционалов. В частности, эти уравнения широко используются в задачах оптимизации и совместно с принципом стационарности действия используются для вычисления траекторий в механике. В теоретической физике вообще это (классические) уравнения движения в контексте получения их из написанного явно выражения для действия (лагранжиана).
Использование уравнений Эйлера — Лагранжа для нахождения экстремума функционала в некотором смысле аналогично использованию теоремы дифференциального исчисления, утверждающей, что лишь в точке, где первая производная функции обращается в ноль, гладкая функция может иметь экстремум (в случае векторного аргумента приравнивается нулю градиент функции, то есть производная по векторному аргументу). Точнее говоря, это прямое обобщение соответствующей формулы на случай функционалов — функций бесконечномерного аргумента.
Уравнения были получены Леонардом Эйлером и Жозефом-Луи Лагранжем в 1750-х годах.

## Формулировка
Пусть задан функционал
{\displaystyle J(f)=\int \limits _{a}^{b}F(x,f(x),f'(x))\,dx}
на пространстве гладких функций {\displaystyle f\colon [a,b]\to \mathbb {R} }, где через {\displaystyle f'} обозначена первая производная {\displaystyle f} по {\displaystyle x}.
Предположим, что подынтегральная функция {\displaystyle F(x,f(x),f'(x))}, дважды непрерывно дифференцируема.
Функция {\displaystyle F} называется функцией Лагранжа, или лагранжианом.
Если функционал {\displaystyle J} достигает экстремума на некоторой функции {\displaystyle f}, то для неё должно выполняться обыкновенное дифференциальное уравнение
{\displaystyle {\frac {\partial F}{\partial f}}-{\frac {d}{dx}}{\frac {\partial F}{\partial f'}}=0,}
которое называется уравнением Эйлера — Лагранжа.

## Примеры
Рассмотрим стандартный пример: найти кратчайший путь между двумя точками плоскости.
Ответом, очевидно, является отрезок, соединяющий эти точки.
Попробуем получить его с помощью уравнения Эйлера — Лагранжа в предположении, что кратчайший путь существует и является гладкой кривой.
Пусть точки, которые надо соединить, имеют координаты {\displaystyle (a,c)} и {\displaystyle (b,d)}. Тогда длина пути {\displaystyle y(x)}, соединяющего эти точки, может быть записана следующим образом:
{\displaystyle L=\int \limits _{a}^{b}{\sqrt {1+\left({\frac {dy}{dx}}\right)^{2}}}dx.}
Уравнение Эйлера — Лагранжа для этого функционала принимает вид:
{\displaystyle {\frac {d}{dx}}{\frac {\partial }{\partial y'}}{\sqrt {1+\left({\frac {dy}{dx}}\right)^{2}}}=0,}
откуда получаем, что
{\displaystyle {\frac {dy}{dx}}=C\Rightarrow y=Cx+D.}
Таким образом, получаем прямую линию. Учитывая, что {\displaystyle y(a)=c}, {\displaystyle y(b)=d}, т. е. что она проходит через исходные точки, получаем верный ответ: отрезок прямой, соединяющий точки.

## Многомерные вариации
Существует также множество многомерных вариантов уравнений Эйлера — Лагранжа.
- Если {\displaystyle q(t)} — путь в {\displaystyle n}-мерном пространстве, то он доставляет экстремум функционалу

{\displaystyle J=\int \limits _{t1}^{t2}L(t,q(t),q'(t))\,dt}
только если удовлетворяет условию
{\displaystyle {\frac {d}{dt}}{\frac {\partial L}{\partial q'_{k}}}-{\frac {\partial L}{\partial q_{k}}}=0} {\displaystyle \forall k=1,2,\dots n}
В физических приложениях, когда {\displaystyle L} является лагранжианом (имеется в виду лагранжиан некоторой физической системы; то есть если J — действие для этой системы), эти уравнения — (классические) уравнения движения такой системы. Это утверждение может быть прямо обобщено и на случай бесконечномерного q.
- Другое многомерное обобщение получается при рассмотрении функции {\displaystyle n} переменных. Если {\displaystyle \Omega } — какая-либо (в данном случае n-мерная) поверхность, то

{\displaystyle J=\int \limits _{\Omega }L(f,x_{1},\dots ,x_{n},f_{x_{1}},\dots ,f_{x_{n}})\,d\Omega ,}
где {\displaystyle x_{i}=x_{1},x_{2},x_{3},\dots ,x_{n}} — независимые координаты, {\displaystyle f=f(x_{1},x_{2},x_{3},\dots ,x_{n})}, {\displaystyle f_{x_{i}}\equiv {\frac {\partial f}{\partial x_{i}}}},
доставляет экстремум, если только {\displaystyle f} удовлетворяет уравнению в частных производных
{\displaystyle {\frac {\partial L}{\partial f}}-\sum _{i=1}^{n}{\frac {\partial }{\partial x_{i}}}{\frac {\partial L}{\partial f_{x_{i}}}}=0.}
Если {\displaystyle n=2} и {\displaystyle L} — функционал энергии, то эта задача называется «минимизацией поверхности мыльной плёнки».
- Очевидная комбинация двух описанных выше случаев используется для получения уравнений движения распределенных систем, таких как физические поля, колеблющиеся струны или мембраны и т.п.

В частности, вместо статического уравнения равновесия мыльной плёнки, приведённого в качестве примера в предыдущем пункте, имеем в этом случае динамическое уравнение движения такой плёнки (если, конечно, нам удалось изначально записать для неё действие, то есть кинетическую и потенциальную энергию).

## История
Уравнение Эйлера — Лагранжа было получено в 1750-х годах Эйлером и Лагранжем при решении задачи об изохроне. Это проблема определения кривой, по которой тяжёлая частица попадает в фиксированную точку за фиксированное время, независимо от начальной точки.
Лагранж решил эту задачу в 1755 году и отослал решение Эйлеру. Развитый впоследствии метод Лагранжа и применение его в механике привело к формулировке лагранжевой механики.
Переписка учёных привела к созданию вариационного исчисления (термин предложил Эйлер в 1766 году).

## Доказательство
Вывод одномерного уравнения Эйлера — Лагранжа является одним из классических доказательств в математике. Оно основывается на основной лемме вариационного исчисления.
Мы хотим найти такую функцию {\displaystyle f}, которая удовлетворяет граничным условиям {\displaystyle f(a)=c}, {\displaystyle f(b)=d} и доставляет экстремум функционалу
{\displaystyle J=\int \limits _{a}^{b}F(x,f(x),f'(x))\,dx.}
Предположим, что {\displaystyle F} имеет непрерывные первые производные. Достаточно и более слабых условий, но доказательство для общего случая более сложно.
Если {\displaystyle f} даёт экстремум функционалу и удовлетворяет граничным условиям, то любое слабое возмущение {\displaystyle f}, которое сохраняет граничные условия, должно увеличивать значение {\displaystyle J} (если {\displaystyle f} минимизирует его) или уменьшать {\displaystyle J} (если {\displaystyle f} максимизирует). 
Пусть {\displaystyle \eta (x)} — любая дифференцируемая функция, удовлетворяющая условию {\displaystyle \eta (a)=\eta (b)=0}. Определим
{\displaystyle J(\varepsilon )=\int \limits _{a}^{b}F(x,f(x)+\varepsilon \eta (x),f'(x)+\varepsilon \eta '(x))\,dx.}
где {\displaystyle \varepsilon } — произвольный параметр.
Поскольку {\displaystyle f} даёт экстремум для {\displaystyle J(0)}, то {\displaystyle J'(0)=0}, то есть
{\displaystyle J'(0)=\int \limits _{a}^{b}\left[\eta (x){\frac {\partial F}{\partial f}}+\eta '(x){\frac {\partial F}{\partial f'}}\right]\,dx=0.}
Интегрируя по частям второе слагаемое, находим, что
{\displaystyle 0=\int \limits _{a}^{b}\left[{\frac {\partial F}{\partial f}}-{\frac {d}{dx}}{\frac {\partial F}{\partial f'}}\right]\eta (x)\,dx+\left[\eta (x){\frac {\partial F}{\partial f'}}\right]_{a}^{b}.}
Используя граничные условия на {\displaystyle \eta }, получим
{\displaystyle 0=\int \limits _{a}^{b}\left[{\frac {\partial F}{\partial f}}-{\frac {d}{dx}}{\frac {\partial F}{\partial f'}}\right]\eta (x)\,dx.}
Отсюда, так как {\displaystyle \eta (x)} — любая, следует уравнение Эйлера — Лагранжа:
{\displaystyle {\frac {\partial F}{\partial f}}-{\frac {d}{dx}}{\frac {\partial F}{\partial f'}}=0.}
Если не вводить граничные условия на {\displaystyle f(x)}, то также требуются условия трансверсальности:
{\displaystyle {\frac {\partial F}{\partial f'}}(a,f(a),f'(a))=0}
{\displaystyle {\frac {\partial F}{\partial f'}}(b,f(b),f'(b))=0}

## Обобщение на случай с высшими производными
Лагранжиан может также зависеть и от производных {\displaystyle f} порядка выше, чем первый.
Пусть функционал, экстремум которого нужно найти, задан в виде:
{\displaystyle J=\int \limits _{a}^{b}F(x,f(x),f'(x),f''(x),...,f^{(n)}(x))\,dx.}
Если наложить граничные условия на {\displaystyle f} и на её производные до порядка {\displaystyle n-1} включительно, а также предположить, что {\displaystyle F} имеет непрерывные частные производные порядка {\displaystyle 2n} , то можно, применяя интегрирование по частям несколько раз, вывести аналог уравнения Эйлера — Лагранжа и для этого случая:
{\displaystyle {\frac {\partial F}{\partial f}}-{\frac {d}{dx}}{\frac {\partial F}{\partial f'}}+{\frac {d^{2}}{dx^{2}}}{\frac {\partial F}{\partial f''}}-\cdots +(-1)^{n}{\frac {d^{n}}{dx^{n}}}{\frac {\partial F}{\partial f^{(n)}}}=0.}
Это уравнение часто называют уравнением Эйлера — Пуассона.
Два лагранжиана, отличающеся на полную производную, дадут одни и те же дифференциальные уравнения, однако максимальный порядок производных в этих лагранжианах может быть различный. Например, {\displaystyle L_{1}=(f^{\prime }(x))^{2}~,~L_{2}=-f(x)f^{\prime \prime }(x)~,~L_{1}-L_{2}={\frac {d}{dx}}(f(x)f^{\prime }(x))}. Чтобы получить дифференциальное уравнение на экстремум, к {\displaystyle L_{1}} достаточно применить «обычное» уравнение Эйлера — Лагранжа, а для {\displaystyle L_{2}}, поскольку он зависит от второй производной, нужно использовать уравнение Эйлера — Пуассона с соответствующим слагаемым:
{\displaystyle {\frac {\partial L_{1}}{\partial f}}-{\frac {d}{dx}}{\frac {\partial L_{1}}{\partial f'}}=-2f^{\prime \prime }(x),}
{\displaystyle {\frac {\partial L_{2}}{\partial f}}-{\frac {d}{dx}}{\frac {\partial L_{2}}{\partial f'}}+{\frac {d^{2}}{dx^{2}}}{\frac {\partial L_{2}}{\partial f^{\prime \prime }}}=-2f^{\prime \prime }(x),}
и в обоих случаях получится одно и то же дифференциальное уравнение {\displaystyle -2f^{\prime \prime }(x)=0}.